# Cheratosi follicolare invertita
La cheratosi follicolare invertita è il più superficiale tumore annessiale benigno dell'infundibolo follicolare. È considerata un sottotipo di cheratosi seborroica.

## Epidemiologia
Si presenta prevalentemente negli adulti e negli anziani. Gli uomini ne sono più frequentemente colpiti delle donne.

## Eziopatogenesi
È il risultato di un'infezione da HPV all'infundibolo follicolare e della conseguente irritazione cronica. 

## Istologia
Si riscontra una lesione endofitica ben circoscritta connessa all'infundibolo caratterizzata acantosi, ipergranulosi, lieve papillomatosi, con una componente prevalentemente squamoide nell'area centrale e prevalentemente basaloide alla periferia. Contiene cheratinociti formanti vortici squamosi e cisti cheratiniche. Si possono riscontrare alcune mitosi ma i nuclei non presentano atipie. Si distingue dalla cheratosi seborroica non essendo esofitica e dal carcinoma spinocellulare per l'assenza di cellule invadenti il derma.

## Clinica
Si presenta come una papula o placca singola rosa o brunastra, ipercheratosica, di consistenza dura, dal diametro massimo di 1 cm, di spessore non superiore a 0,5 cm, asintomatica, localizzata sul viso o sul collo, raramente a tronco e arti. Può presentare un alone eritematoso infiammatorio ed essere pruriginosa.

## Diagnosi
La diagnosi si fonda sull'esame obiettivo e sull'esame istopatologico in seguito a biopsia escissionale della lesione al fine di differenziarla da patologie neoplastiche di aspetto simile.
La diagnosi differenziale è con la cheratosi seborroica, il cheratoacantoma, il carcinoma basocellulare e il carcinoma spinocellulare. 

## Trattamento
È necessario rimuoverla per escissione chirurgica al fine di effettuare un esame istopatologico e confermare la diagnosi oltre che per ragioni estetiche.

## Prognosi
Si tratta di una lesione benigna. In alcuni casi può recidivare.